# (1196) Saba
(1196) Saba, désignation internationale (1196) Sheba, est un astéroïde de la ceinture principale découvert le 21 mai 1931 par l'astronome sud-africain Cyril V. Jackson.

## Historique
Le lieu de découverte, par l'astronome sud-africain Cyril V. Jackson, est Johannesburg (UO).
Sa désignation provisoire, lors de sa découverte le 21 mai 1931, était 1931 KE.
Cet astéroïde fait référence à la Reine de Saba, reine qui a régné sur le royaume de Saba et qui est mentionnée dans plusieurs récits bibliques, coraniques et hébraïques. L'astéroïde (585) Bilkis est également nommé d'après cette reine.

## Caractéristiques
Sa distance minimale d'intersection de l'orbite terrestre est de 1,251 440 ua.